# Wilson Saoko
Wilson Manyoma Gil, también conocido como Wilson Saoko o Saoko (Cali, 30 de agosto de 1951- Cali, 20 de febrero de 2025) fue un cantante colombiano de salsa. Perteneció a la agrupación "Sonora Juventud" y a la orquesta "Fruko y sus Tesos", y se desempeñó como bailarín de griles en el popular sector de Juanchito entre 1966 y 1972.
La principal característica que lo distinguió a lo largo de su carrera musical fue la contundencia de su voz, que, aunque de un tono grave, era bastante versátil, permitiéndole entonar tanto melodías románticas como rumberas. Fue mundialmente conocido por haber cantado la versión original del tema "El Preso", de Fruko y sus Tesos.

## Carrera

### Con Fruko y sus Tesos
En 1973, viajó a Medellín, en donde conoció al compositor y bajista Julio Ernesto Estrada, creador de Fruko y sus Tesos, y al ingeniero de sonido Mario Rincón. Fue contratado por el sello Fuentes, e inició su carrera exitosa, interpretando un tema compuesto por él mismo junto a Fruko, que se tituló "Tú Sufrirás", que hace parte del álbum Fruko el Bueno, Ayunando, en donde también cantó "Lamento del Campesino", "Fruko Power" y "Mosaico Santero", estos dos últimos, interpretados a dúo con Joe Arroyo.

### Últimos años: caída, rehabilitación y fallecimiento
El álbum Fruko, El Genio marcó el fin de la era dorada de Fruko y sus Tesos, por el retiro de Joe Arroyo y los problemas personales de Wilson Saoko debidos al consumo de drogas. Por fortuna, logró superarlos, aferrándose a sus creencias religiosas y está completamente curado.
Para 1985, apareció como artista invitado en el álbum «El Magnífico» con Fruko. Como dato interesante, Saoko cantó con la orquesta hermana de Fruko y sus Tesos, The Latin Brothers el tema «El Serrucho» del álbum «Para Bailar» que se constituiría como uno de los mejores y más exitosos álbumes de esta agrupación salsera. En 1989, reapareció junto a Fruko en el álbum «El Padrino de la Salsa».
A comienzos de los 90, Saoko, junto con su hermano, Hermes Manyoma, creó su propia orquesta, "La Decisión", y publicó un trabajo discográfico en 1990, llevando lo mejor de su nuevo repertorio a lugares tan apartados del globo como Australia, donde le tienen gran valoración, estima y reconocimiento.
Posteriormente, tras la reaparición de Fruko emulando las grandes Big Band que internacionalizaron a mediados del siglo pasado varios ritmos afrocaribeños, participó junto con el reconocido cantante salsero Chucho Nuncira a mediados de los años 90, con los álbumes "Sones y Montunos" y "Guarachas, Guajiras y Boleros", ambos del sello disquero Fuentes. En 1998, se conformó la tripleta Fruko, Saoko y Ballestas (este último con un timbre de voz emulando al Joe de los 70), y lanzaron el álbum «Esto sí es salsa de verdad» que sería el regreso de Fruko al escenario salsero tras largos años de ausencia. En 2000, regresaron con "Fruko Power", y tras la salida de Delfo Ballestas, Saoko volvió a cantar junto a otra nómina de solistas como Álvaro Pava (cantante de La Sonora Dinamita), Raquel Zosaya y Diego Morán, en el trabajo discográfico titulado "We are Salsa - Wild Salsa", un compendio de canciones salseras colombianas.
En la telenovela El Joe, la Leyenda de 2011, el personaje de Wilson Saoko fue interpretado por el cantante, trombonista y actor colombiano Mauro Castillo.
Falleció el 20 de febrero de 2025. Padecía cáncer y otros graves quebrantos de salud. Tuvo una caída en el baño de su casa, lo cual le causó lesiones que lo condujeron a la muerte.

### Producción musical
En sus más conocidos trabajos discográficos, Saoko se destacó con los siguientes temas:
- Fruko, El Violento (1973): "Tronco Seco", "Lamento Cubano", "La Nueva Bamba", "Mosaico Matancero" (con Joe Arroyo)
- Fruko, El Caminante (1974): "Rumbero Soy", "Vamos a Gozá'", "Rumbita loca" (con Joe Arroyo)
- Fruko, El Grande (1975): Incluye el éxito más importante de su historia musical, "El Preso", que a su vez, es el tema más conocido de la orquesta dirigida por Julio Ernesto Estrada. En ese LP, Saoko también interpretó "Si yo Encontrara un Amor", "Los Charcos" y "Me tenían Amarrado con Pe".
- Fruko, El Bárbaro (1976): "Corazón Vacante", "Lontananza", "Tocando Madera", "Cariño"
- Fruko, El Patillero (1977): "Mi Río Cali", "El Patillero", "Sabré Olvidarte", "Madre Querida", "Qué Bonito Sería", "Cuba y mi Son".
- Fruko, El Cocinero Mayor (1978): "Celosa", "El Arbol que me daba Sombra", "El Cachetero". También se lanzó el sencillo "Distancia".
- Fruko, El Teso (1979): "Zafra y Molienda", "Amores y Sentimiento", "Salsa Brava", "México Picante", "Cumbiambero que Soy", "Yo Pongo la Plata" (con Joe Arroyo)
- Fruko, El Espectacular (1980): "Tu Fotografía", "Descarga Espectacular", "Fuiste mi Amor", "Que Lindas son las Caleñas".
- Fruko, El Mejor (1981): "El Verdulero", "Te Quiero Más", "Vengo por Ti", "El son del Tren", "Mi Pensamiento"
- Fruko, El Genio (1982): "Llueve que Llueve", "¿Qué pasa... qué pasa?", "Anita, tun tun", "Mendigo de amor", "Mosaico Santero Nº 2" (con Juan Carlos Coronell)